# Armistice de Bologne
L'armistice de Bologne est un traité signé le 23 juin 1796 entre les états pontificaux (le pape Pie VI) et la France en la personne du général Napoléon Bonaparte. 
En mars 1796, le général français Napoléon Bonaparte déclenche sa campagne d'Italie. Après avoir contraint le royaume de Sardaigne à la reddition, après la victoire de Mondovi (21 avril 1796), les troupes françaises continuèrent leur progression vers le Pô. La forteresse de Mantoue étant assiégée le 3 juin, les Français tournèrent leurs armes contre les territoires des États pontificaux et du grand-duché de Toscane. Bonaparte a pris possession du puissant Fort Urbain le 23 juin, situé à une trentaine de kilomètres de Bologne. 
Florence et Ferrara ont spontanément ouvert leurs portes aux Français. L'occupation rapide des légations de Bologne et de Ferrara, ainsi que celle des villes de Lorette et d'Ancône, forcèrent le pape à accepter un armistice signé dans la ville de Bologne le 23 juin 1796. Avec l'armistice, le Saint-Siège devait payer 21 millions de Scudes, vendre les territoires de Bologne et de Ferrara, la ville d'Ancône et livrer de nombreuses œuvres d'art,. En outre, des commissaires français ont été envoyés à Rome pour définir les conditions d'un accord durable. 
L'année suivante, les clauses de l'armistice sont reprises et aggravées par le traité de Tolentino (19 février 1797), aux termes duquel les Français exigent le transfert des légations de Bologne, Ferrara et Romagne.  